# Fieux
Pour les articles homonymes, voir Fieux (homonymie).
Fieux est une commune du Sud-Ouest de la France, située dans le département de Lot-et-Garonne (région Nouvelle-Aquitaine).

## Géographie

### Localisation
Fieux est située à 3 kilomètres au nord-ouest de Francescas et entourée par les communes de Saumont et Lasserre.

### Communes limitrophes
Les communes limitrophes sont  Calignac, Francescas, Lasserre, Nomdieu, Nérac et Saumont.
| Nérac    | Calignac   | Saumont |
| Lasserre | Fieux      |         |
|          | Francescas | Nomdieu |

### Lieux-dits, écarts et quartiers
La commune compte 164 voies dont  159 lieux-dits administratifs répertoriés.
Les plus importants sont : Larroudé, Gimbeau, Garlies, Moulia de Haut.

### Géologie et relief
La commune est classée en zone de sismicité 1, correspondant à une sismicité très faible.

### Hydrographie
Le système hydrographique de Fieux se compose de :
- L’Auvignon, long de 55,682 km[5] ;
- Le ruisseau de Lacluse, long de 2,191 km[6] ;
- Le petit Peyrot, long de 2,342 km[7] ;
- Le ruisseau de perron, long de 2,535 km[8] ;
- Le ruisseau du pont d’Ouil ;
- Le Tricoulet, long de 5,855 km[9] ;
- Le ruisseau des Arrouquets, long de 2,461 km[10].

### Climat
Pour des articles plus généraux, voir Climat de la Nouvelle-Aquitaine et Climat de Lot-et-Garonne.
Historiquement, la commune est exposée à un climat océanique aquitain.  
En 2020, Météo-France publie une typologie des climats de la France métropolitaine dans laquelle la commune est exposée à un climat océanique altéré et est dans la région climatique Aquitaine, Gascogne, caractérisée par une pluviométrie abondante au printemps, modérée en automne, un faible ensoleillement au printemps, un été chaud (19,5 °C), des vents faibles, des brouillards fréquents en automne et en hiver et des orages fréquents en été (15 à 20 jours).
Pour la période 1971-2000, la température annuelle moyenne est de 13,1 °C, avec une amplitude thermique annuelle de 15,8 °C. Le cumul annuel moyen de précipitations est de 758 mm, avec 10,3 jours de précipitations en janvier et 6,5 jours en juillet. Pour la période 1991-2020, la température moyenne annuelle observée sur la station météorologique la plus proche, située sur la commune de Nérac à 8,41 km à vol d'oiseau, est de 0,0 °C et le cumul annuel moyen de précipitations est de 0,0 mm,. Pour l'avenir, les paramètres climatiques de la commune estimés pour 2050 selon différents scénarios d'émission de gaz à effet de serre sont consultables sur un site dédié publié par Météo-France en novembre 2022.

## Urbanisme

### Typologie
Au 1er janvier 2024, Fieux est catégorisée commune rurale à habitat très dispersé, selon la nouvelle grille communale de densité à sept niveaux définie par l'Insee en 2022.
Elle est située hors unité urbaine. Par ailleurs la commune fait partie de l'aire d'attraction d'Agen, dont elle est une commune de la couronne,. Cette aire, qui regroupe 81 communes, est catégorisée dans les aires de 50 000 à moins de 200 000 habitants,.

### Occupation des sols

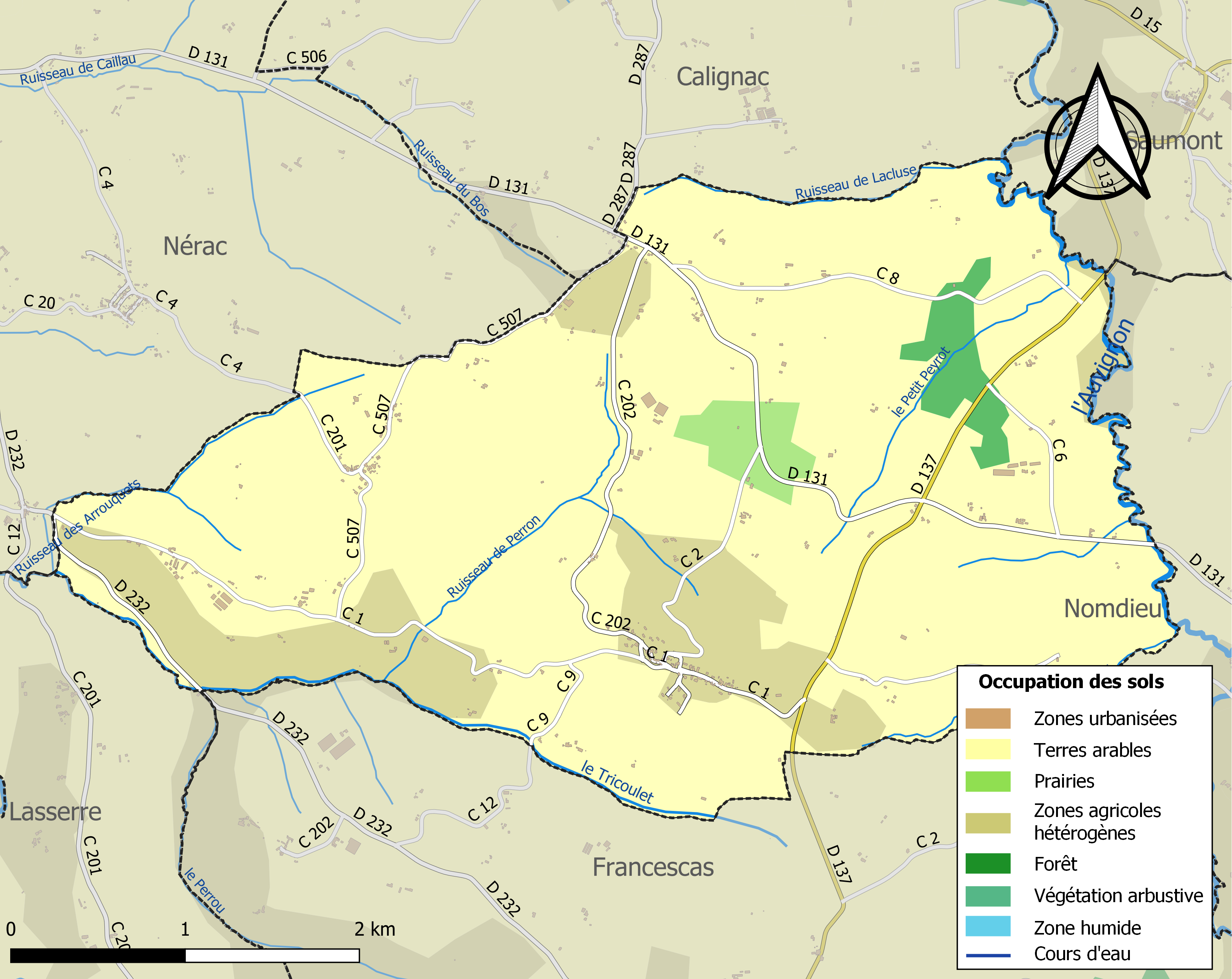
Carte des infrastructures et de l'occupation des sols de la commune en 2018 (CLC).

L'occupation des sols de la commune, telle qu'elle ressort de la base de données européenne d’occupation biophysique des sols Corine Land Cover (CLC), est marquée par l'importance des territoires agricoles (97,9 % en 2018), une proportion identique à celle de 1990 (97,9 %). La répartition détaillée en 2018 est la suivante : 
terres arables (80,9 %), zones agricoles hétérogènes (15 %), forêts (2,1 %), prairies (1,9 %). L'évolution de l’occupation des sols de la commune et de ses infrastructures peut être observée sur les différentes représentations cartographiques du territoire : la carte de Cassini (XVIIIe siècle), la carte d'état-major (1820-1866) et les cartes ou photos aériennes de l'IGN pour la période actuelle (1950 à aujourd'hui).

### Logement
En 2013, le nombre total de logements dans la commune était de 177.
Parmi ces logements, 80,1 % étaient des résidences principales, 9 % des résidences secondaires et 10,9 % des logements vacants.
La part des ménages propriétaires de leur résidence principale s’élevait à 86,7 %.

### Risques majeurs
Le territoire de la commune de Fieux est vulnérable à différents aléas naturels : météorologiques (tempête, orage, neige, grand froid, canicule ou sécheresse), mouvements de terrains et séisme (sismicité très faible). Un site publié par le BRGM permet d'évaluer simplement et rapidement les risques d'un bien localisé soit par son adresse soit par le numéro de sa parcelle.
Les mouvements de terrains susceptibles de se produire sur la commune sont des tassements différentiels.

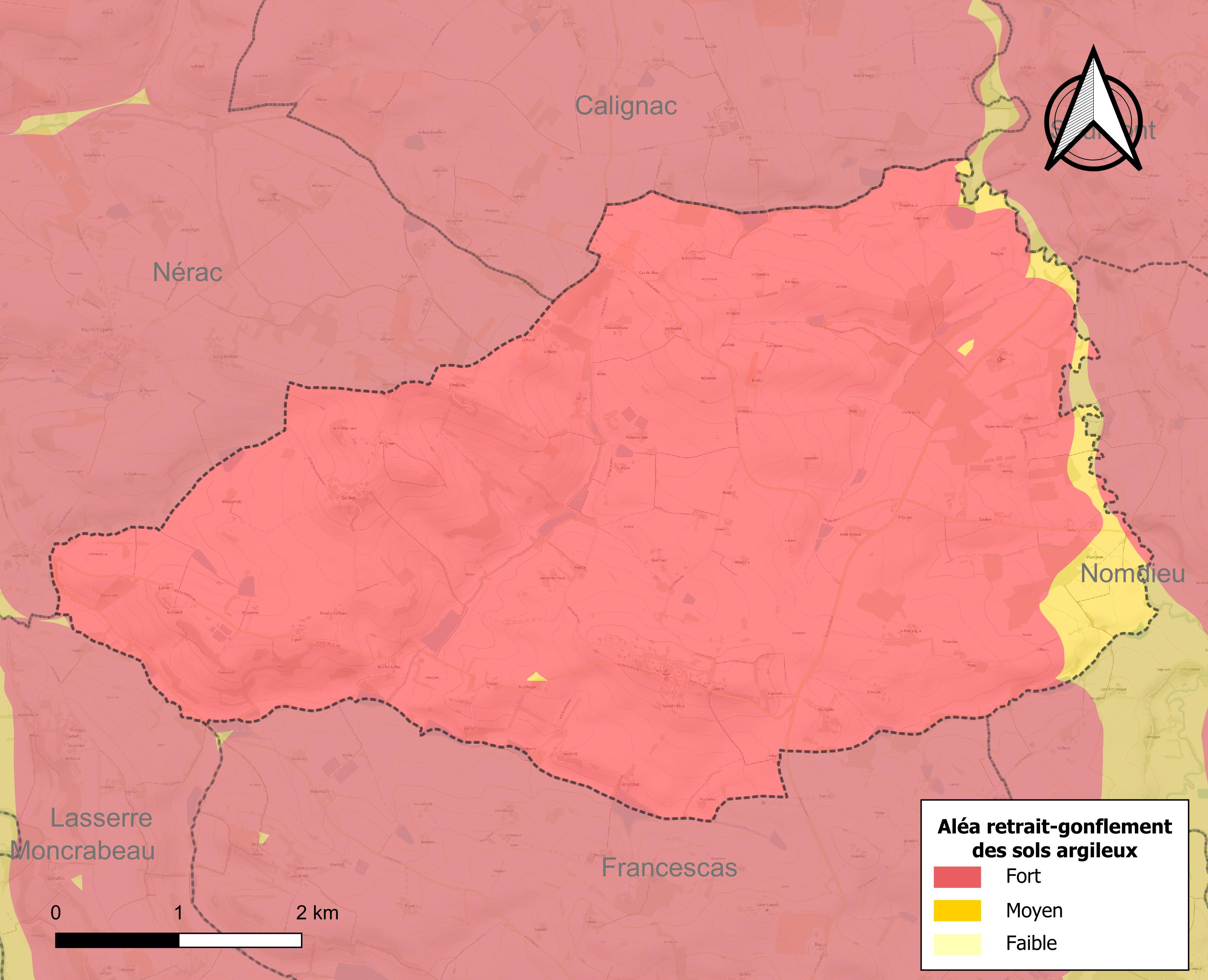
Carte des zones d'aléa retrait-gonflement des sols argileux de Fieux.

Le retrait-gonflement des sols argileux est susceptible d'engendrer des dommages importants aux bâtiments en cas d’alternance de périodes de sécheresse et de pluie. La totalité de la commune est en aléa moyen ou fort (91,8 % au niveau départemental et 48,5 % au niveau national). Depuis le 1er octobre 2020, en application de la loi ELAN, différentes contraintes s'imposent aux vendeurs, maîtres d'ouvrages ou constructeurs de biens situés dans une zone classée en aléa moyen ou fort,.
La commune a été reconnue en état de catastrophe naturelle au titre des dommages causés par les inondations et coulées de boue survenues en 1982, 1990, 1999 et 2009, par la sécheresse en 1989, 1995, 2003, 2011 et 2012 et par des mouvements de terrain en 1999.

## Toponymie
Issue du francique fehu (« bétail ») qui a donné fieu en vieux français et feu en occitan.
Fieux étant en Gascogne (on peut d'ailleurs envisager l'explication par le mot gascon fiu, hiu, qui signifie fief), la plupart des lieux-dits anciens y sont explicables par le gascon, par exemple Argélès, Tougets, La Honblanque, Hourtuc, Sabathé, Larroudé...

## Histoire
M. l'évêque de Condom a été informé que la nuit du 27 au 28 du mois de février 1729 dans la paroisse de Fieux, deux croix de pierre se situant aux deux extrémités du village de Fieux furent retrouvées inversées et brisées en plusieurs pierres. Les soupçons se portèrent sur un nommé Pierre Abrissan. Décrit comme un homme redoutable et intimidant, personne n'osa parler contre lui. C'est cependant un huguenot qui non seulement ne fait aucun devoir des catholiques, mais encore détourne les autres de le faire. Ses mœurs sont jugées légères, lui qui vit dans un concubinage public avec la nommée Jeanne Mendillon qu'il converti au protestantisme après l'avoir fiancée. Les habitants de Fieux le craignent et le juge reste sourd aux plaintes. L'intendant Boucher intervient alors, il écrit au garde des sceaux Chauvelin : " J'ordonnais que les deux croix seraient rétablies aux dépens des habitants de la paroisse de Fieux, parce qu'il n'y avait point de preuve que le nommé d'Arbrissan les eut abattues, mais comme la mauvaise conduite par rapport à la religion le faisait soupçonner d'avoir commis cette impiété, je le fis mettre en prison (pensant que ça pourrait aider à faire découvrir la vérité.) » Claude Boucher l'a ensuite fait libérer à condition qu'il ne revienne plus à Fieux. « A l'égard de la nommée Mandillon (...) je l'ai fait mettre dans l'hôpital de la manufacture de Condom pour l'instruire des principes de notre religion."

## Politique et administration
| Période                                  | Période   | Identité                | Étiquette | Qualité     |
| ---------------------------------------- | --------- | ----------------------- | --------- | ----------- |
| mars 1977                                | mars 1989 | Jean Duffoir            |           |             |
| mars 1989                                | juin 1995 | Georges Caval           | DVD       |             |
| Juin 1995                                | Mars 2020 | Michel Cazeneuve        | SE        | Agriculteur |
| Mars 2020                                | En cours  | Joël Bernard Arevalillo | SE        |             |
| Les données manquantes sont à compléter. |           |                         |           |             |

## Démographie
L'évolution du nombre d'habitants est connue à travers les recensements de la population effectués dans la commune depuis 1793. Pour les communes de moins de 10 000 habitants, une enquête de recensement portant sur toute la population est réalisée tous les cinq ans, les populations de référence des années intermédiaires étant quant à elles estimées par interpolation ou extrapolation. Pour la commune, le premier recensement exhaustif entrant dans le cadre du nouveau dispositif a été réalisé en 2006.

En 2022, la commune comptait 327 habitants, en évolution de −6,3 % par rapport à 2016 (Lot-et-Garonne : −0,18 %, France hors Mayotte : +2,11 %).
| 1793 | 1800 | 1806 | 1821 | 1831 | 1836 | 1841 | 1846 | 1851 |
| ---- | ---- | ---- | ---- | ---- | ---- | ---- | ---- | ---- |
| 625  | 657  | 629  | 648  | 602  | 576  | 708  | 728  | 733  |

| 1856 | 1861 | 1866 | 1872 | 1876 | 1881 | 1886 | 1891 | 1896 |
| ---- | ---- | ---- | ---- | ---- | ---- | ---- | ---- | ---- |
| 762  | 690  | 652  | 607  | 630  | 584  | 542  | 520  | 503  |

| 1901 | 1906 | 1911 | 1921 | 1926 | 1931 | 1936 | 1946 | 1954 |
| ---- | ---- | ---- | ---- | ---- | ---- | ---- | ---- | ---- |
| 461  | 447  | 461  | 445  | 426  | 395  | 371  | 390  | 368  |

| 1962 | 1968 | 1975 | 1982 | 1990 | 1999 | 2006 | 2011 | 2016 |
| ---- | ---- | ---- | ---- | ---- | ---- | ---- | ---- | ---- |
| 325  | 327  | 255  | 293  | 308  | 274  | 331  | 337  | 349  |

| 2021 | 2022 | - | - | - | - | - | - | - |
| ---- | ---- | - | - | - | - | - | - | - |
| 337  | 327  | - | - | - | - | - | - | - |

## Économie

### Revenus de la population et fiscalité
Le nombre de ménages fiscaux en 2013 était de 133 et la  médiane du revenu disponible par unité de consommation  de 20 701,30 €.

### Emploi
En 2013, le nombre total d’emploi au lieu de travail était de 54.
Entre 2008 et 2013, la variation de l'emploi total  (taux annuel moyen ) a été de - 4,5%. En 2013, le taux d’activité de la population âgée de 15 à 64 ans s'élevait à 76 % contre un taux de chômage de 7,1 %.

### Entreprises et commerces
En 2015, le nombre d’établissements actifs était de cinquante-deux dont vingt  dans l’agriculture-sylviculture-pêche, cinq  dans l'industrie, dix dans la construction, quinze dans le commerce-transports-services divers et deux étaient relatifs au secteur administratif.
Cette même année, trois entreprises ont été créées  dont deux par des Auto-entrepreneurs.

## Culture locale et patrimoine

### Lieux et monuments
- Château de Fieux,

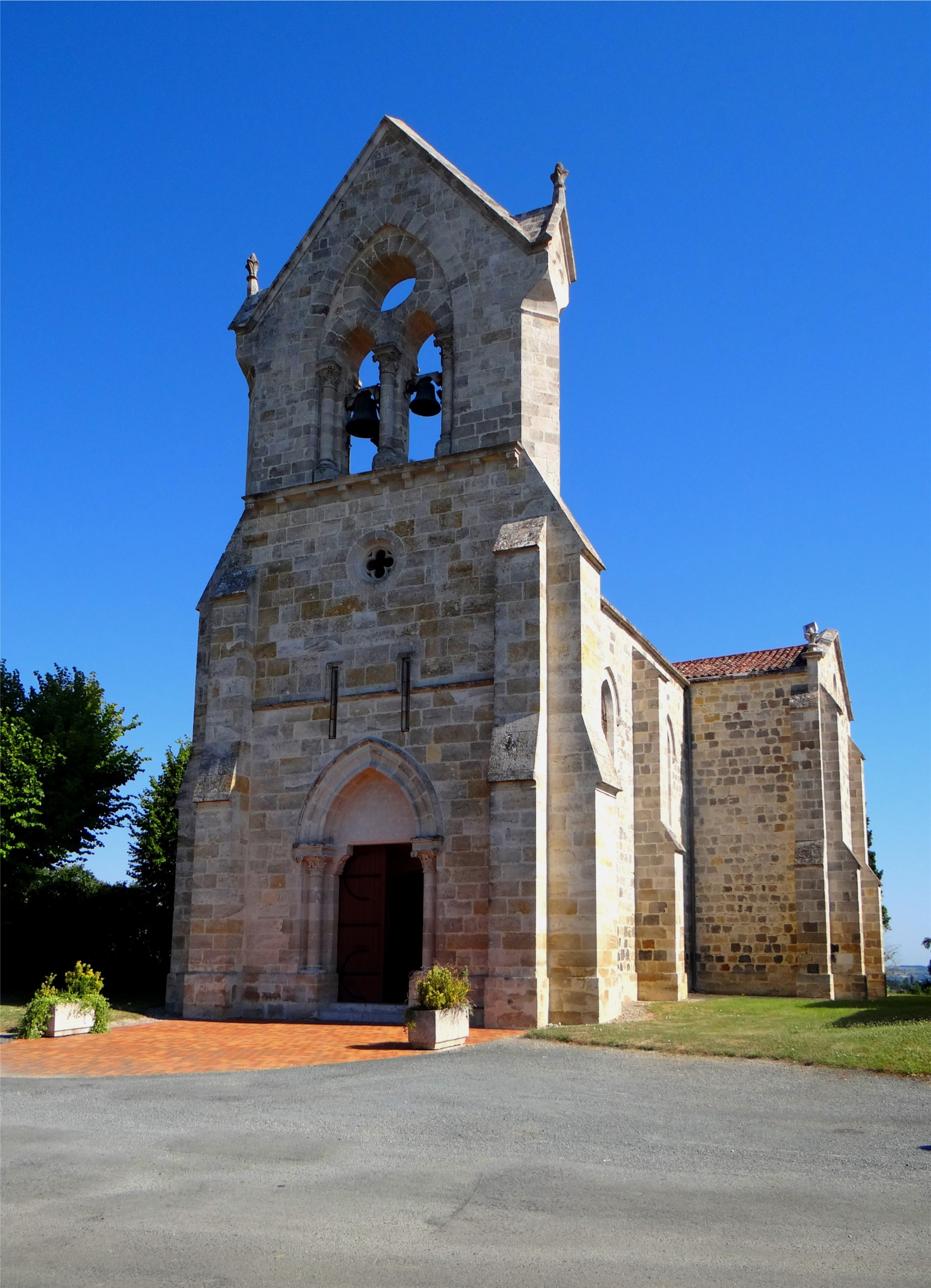
L'église Saint-Pierre et Saint-Paul.

- Église Saint-Pierre et Saint-Paul.

## Personnalités liées à la commune
- Adolphe-Joseph de Mondenard, ancien député né à Fieux le 26 janvier 1839, fit son droit et participa à la plupart des petits journaux de la rive gauche vers la fin de l'Empire. Après le 4 septembre 1870, il dirigea le Réveil de Lot et Garonne, fonda en 1878 la Constitution et en 1880 l'Indépendant de Lot et Garonne. Il fut conseiller général pour le canton de Francescas, il fut inscrit sur la liste républicaine du département de Lot-et-Garonne aux élections du 4 octobre 1885 et fut élu  au scrutin de ballottage. Il ne s'est plus ensuite représenté. M. Adolphe-Joseph de Mondenard a publié des Études sur l'Ancien Régime, la féodalité en Agénois en 1789 et Manuscrit d'un curé de campagne (1879).